# Zijlroede (Hindeloopen)
De Zijlroede (Fries en officieel: Sylroede) is een kanaal bij een zijl in de stad Hindeloopen, gemeente Súdwest-Fryslân in de provincie Friesland.
De tweehonderd meter lange Zijlroede begint bij het kanaal Indijk (Yndyk) en loopt in noordelijke richting onder de Wipbrug door naar de Sluis Hindeloopen. In oostelijke richting is er verbinding met de Oude Oostervaart (Aesterfaart). De Zijlroede maakt deel uit van de route van de Elfstedentocht.

## Fotogalerij Elfstedentocht

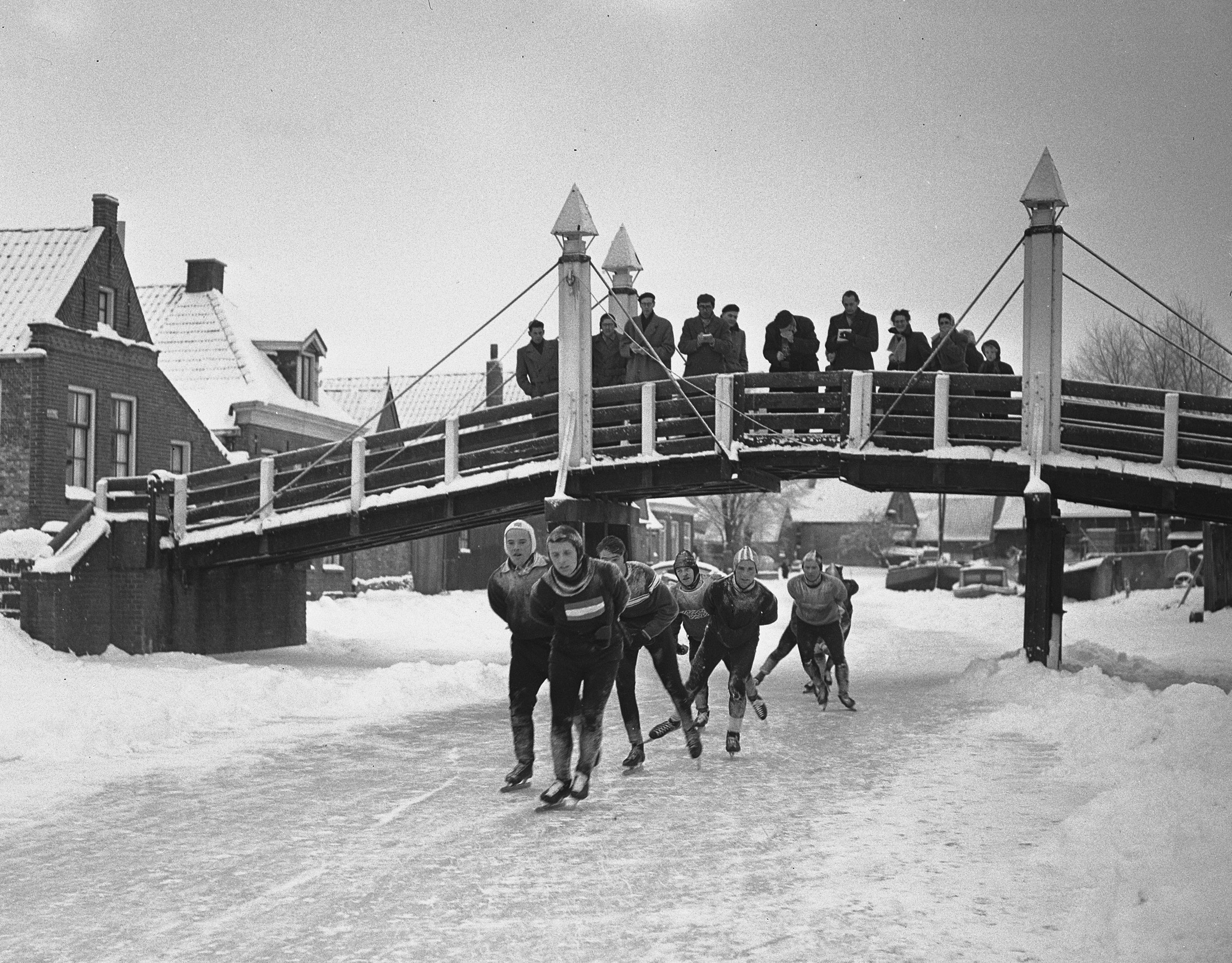
De Elfstedentocht van 1956, onder de Wipbrug in Hindeloopen
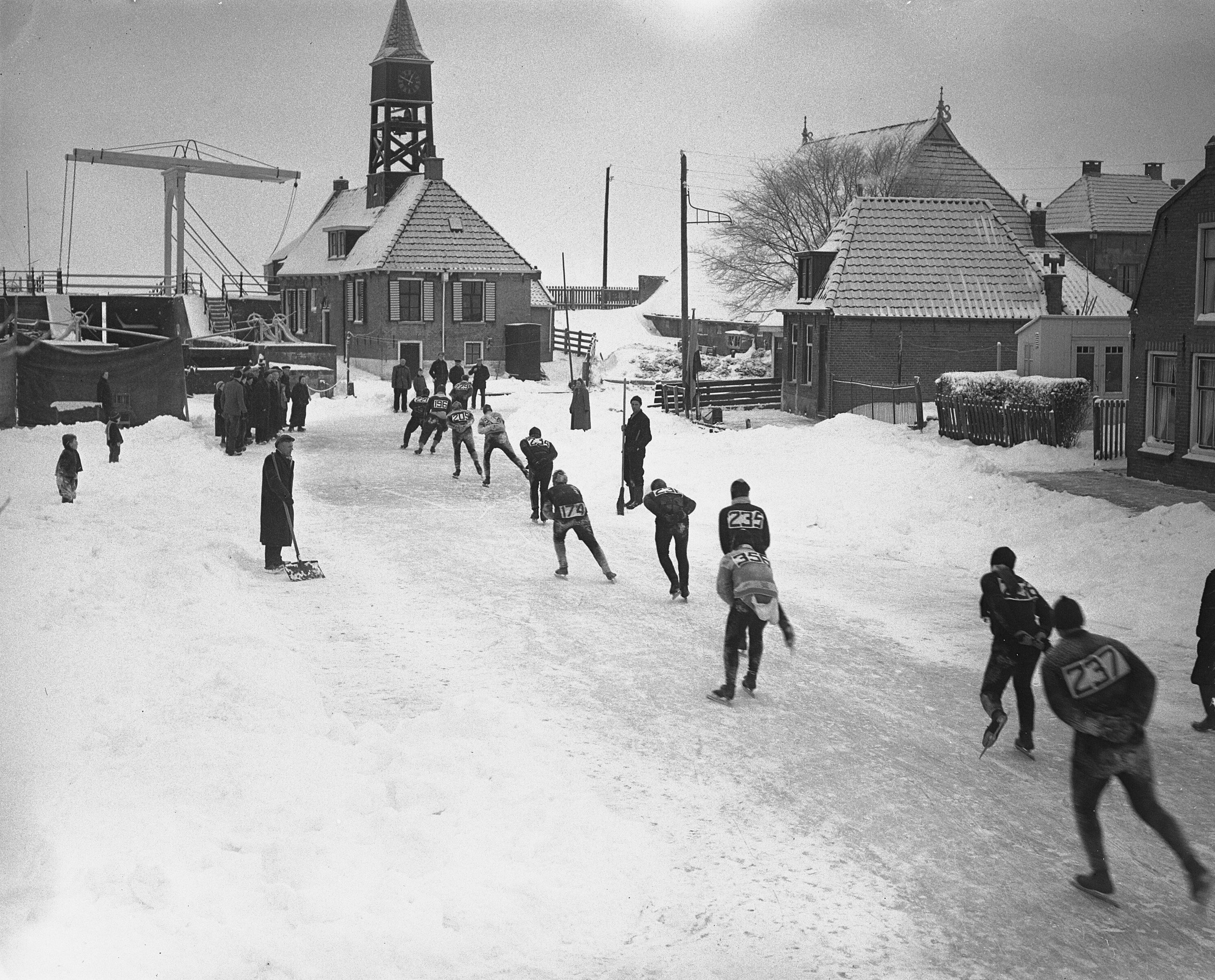
De Elfstedentocht van 1956, de Zijlroede bij de sluis
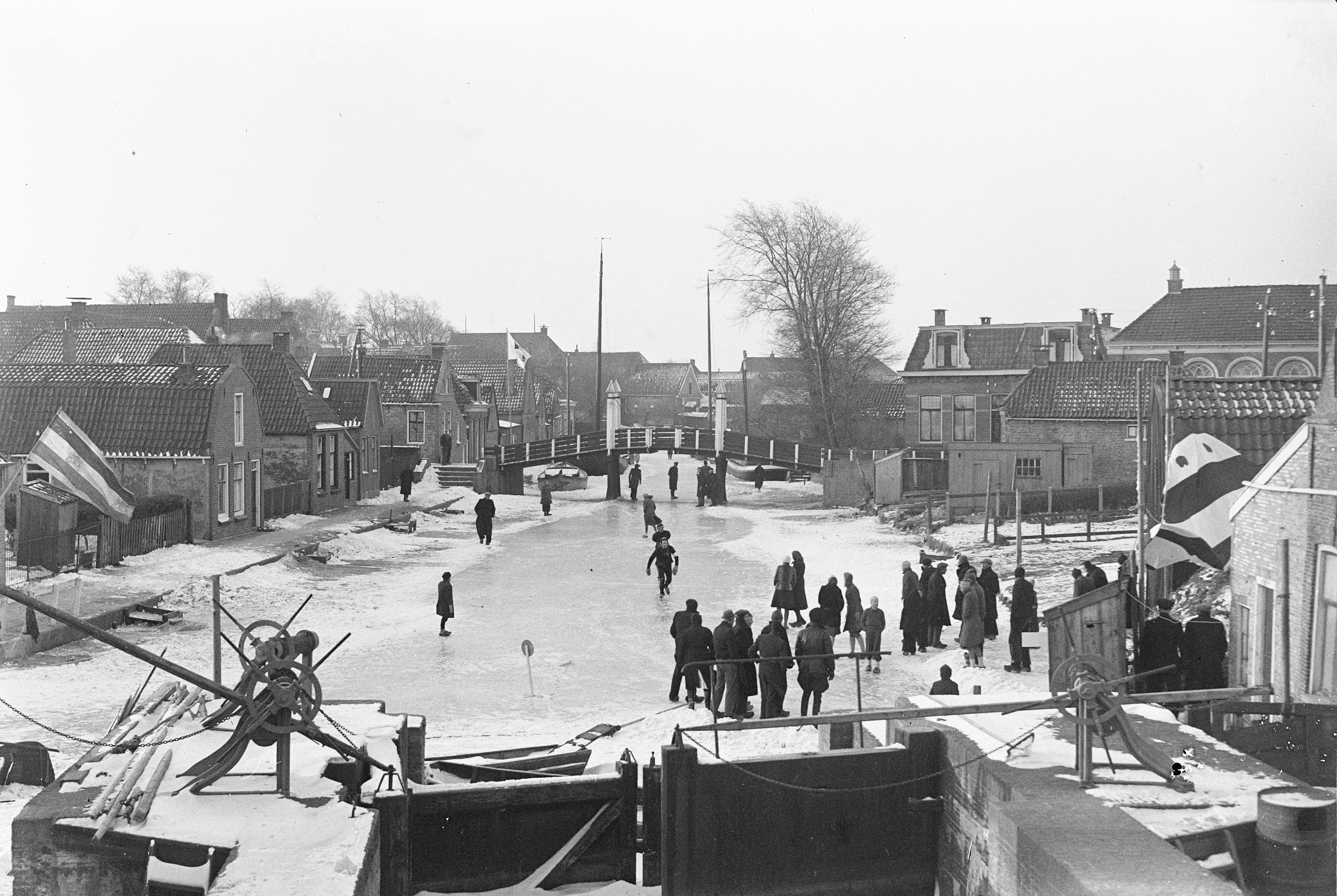
De Elfstedentocht van 1947, de Zijlroede vanaf de sluis

Zwette · Stadsgracht (Sneek) · Geeuw · Wijddraai · Wijde Wijmerts · Nauwe Wijmerts · Noorder Ee · Ee (Woudsend) · Slotermeer · Slotergat · Slotermeer · Luts · Van Swinderenvaart · Spookhoekstervaart · Rijstervaart · Oud-Karre · Johan Frisokanaal · Morra · Johan Frisokanaal · Noorderdijkvaart · Het Wijd · De Gronzen · Indijk · Zijlroede (Hindeloopen) · Oude Oostervaart · Dijkvaart · Horsa · Burevaart · Diepe Dolte · Workumertrekvaart · Het Kruiswater · Stadsgracht (Bolsward) · Witmarsumervaart · Harlingervaart · Bolswardervaart · Zuidoostersingel · Noordoostersingel · Noordergracht (Harlingen) · Van Harinxmakanaal · Sexbierumervaart · Noordergracht (Franeker) · Dongjumervaart · Ried · Berlikumerwijd · Moddergat · Wierzijlsterrak · Blikvaart · Zuidhoekstervaart · Ouwe Rij · Leistervaart · Finkumervaart · Dokkumer Ee · Het Kleindiep · Dokkumer Ee · Oudkerkstervaart · Murk · Ouddeel · Bonkevaart (finish)